# لواء الشوبك
لواء الشوبك لواء يقع في محافظة معان في الأردن. يتبع اللواء لمحاظفة محافظة معان التي تضم 4 ألوية. يقدر عدد سكانه بـ 19279 نسمة حسب إحصاء 2015.

## الوصلات الخارجية
- دائرة الاحصاءات العامة